# آپولونی ۳۵۸
سیارک ۳۵۸ (به انگلیسی: 358 Apollonia، نامگذاری:1893K) سیصد و پنجاه و هشتمین سیارک کشف شده‌است که در ۸ مارس ۱۸۹۳ و در نیس کشف شد.
قدر مطلق سیارک برابر ۹٫۱۰ است.